# Эвих, Карл Отто Якоб
Карл Отто Якоб Эвих (нем. Karl Otto Jakob Ewich; 13 февраля 1814, Бармен — 29 августа 1894, Кёльн, похоронен 1 сентября того же года) — немецкий врач, бальнеолог, советник герцога Саксонии.
Медицинское образование получал в Бонне и Галле, начав затем работать в 1842 году врачом общей практики в родном городе. В 1848—1849 годах работал терапевтом в Вальдбрайтбахе. Женился 18 мая 1849 года.
Известен своими многочисленными работами по гигиене и бальнеологии. В 1877 году основал в Кёльне «Internationale Verein gegen Verunreinigung der Flüsse, des Bodens und der Luft» — «Международную ассоциацию по борьбе с загрязнением рек, почвы и воздуха». Помимо этого, известен попыткой организации курорта на Брольбахе в 1852 году. В 1861 году начал продавать бутилированную минеральную воду. В 1866 году унаследовал от своего отца издательство и книжный магазин.
Напечатал:
- Rationelle Balneologie. Praktische Handbuch über die vorzüglichsten Heilquellen und Curorte. — Berlin, 1862.
- Rationelle Behandlung der Gicht- und Steinkrankheit. — Leipzig, 1883.
- Über dichtwandige Tiefbrunnen zur Gewinnung gesunden Wassers. // Deutsche Klinik. — 1867.